# People’s Choice Awards
«People’s Choice Awards» — американская премия, которая присуждается деятелям поп-культуры по итогам зрительского голосования. Вручается ежегодно, начиная с 1975 года. До 2005 года победителя в каждой из номинаций выясняли с помощью социологического опроса, а затем было организовано голосование в интернете. До 2017 года премию продюсировала компания Procter & Gamble, и она транслировалась на канале CBS. С 2018 года права на премию выкупил телеканал E!.

## Номинации

### Кино
- Любимый фильм
- Любимый экшн-фильм
- Любимый комедийный фильм
- Любимый драматический Фильм
- Любимая кинофраншиза
- Любимый фильм поклонников
- Любимый драматический киноактёр
- Любимая драматическая киноактриса
- Любимая экшн-кинозвезда
- Любимый супергерой
- Любимый комедийный киноактёр
- Любимая комедийная киноактриса
- Любимая «химия» на экране
- Любимая икона кино
- Любимое лицо героизма

### Телевидение
- Любимая комедия сетевого ТВ
- Любимая драма сетевого ТВ
- Любимый комедийный актёр ТВ
- Любимая комедийная актриса ТВ
- Любимый драматический актёр ТВ
- Любимая драматическая актриса ТВ
- Любимая комедия кабельного ТВ
- Любимая драма кабельного ТВ
- Любимая криминальная драма ТВ
- Любимое фантастическое шоу
- Любимая новая ТВ-комедия
- Любимая новая ТВ-драма
- Любимый телеведущий дневного шоу
- Любимый телеведущий вечернего шоу
- Любимое ТВ-шоу
- Любимая знаменитая судья
- Любимое кабельное ТВ-шоу
- Любимое новое ток-шоу
- Любимые поклонники ТВ

### Музыка
- Любимая песня года
- Любимый альбом года
- Любимый видеоклип
- Любимая музыка поклонников
- Любимый исполнитель
- Любимая исполнительница
- Любимая группа
- Любимый поп-исполнитель
- Любимый хип-хоп-исполнитель
- Любимый R&B-исполнитель
- Любимый кантри-исполнитель
- Любимый прорыв года

### Специальные
- Любимый филантроп
- Голос народа
- Любимый фильм в конце года

## Kids’ Choice Awards
В 1998 году канал Nickelodeon создал премию Kids’ Choice Awards — детскую версию премии People’s Choice Awards.